# Vittorio Giardino
Vittorio Giardino, född 24 december 1946 i Bologna, är en italiensk serieskapare. Han har skapat serier som Max Friedman, Sam Pezzo, Jonas Fink och Little Ego. Giardino ingick i en generation europeiska serieskapare som under 1990-talet slog igenom i bland annat Frankrike med realistiska berättelser, och han har själv ofta hämtat sina motiv från tiden före eller efter andra världskriget. I Sverige har han publicerats i albumform i bland annat tidningen Epix och i albumform hos Carlsen Comics och Medusa.

## Biografi och karriär
Giardino började sin bana som elektroingenjör och var över 30 år då han började teckna serier professionellt. Hans första serier publicerades 1978 i den italienska tidningen La Città Futura. Året efter skapade sin första återkommande hjälte, privatdetektiven Sam Pezzo för tidningen Il Mago, senare Orient Express. Serierna skulle därefter först komma ut i albumform i Frankrike, åren 1981–83.

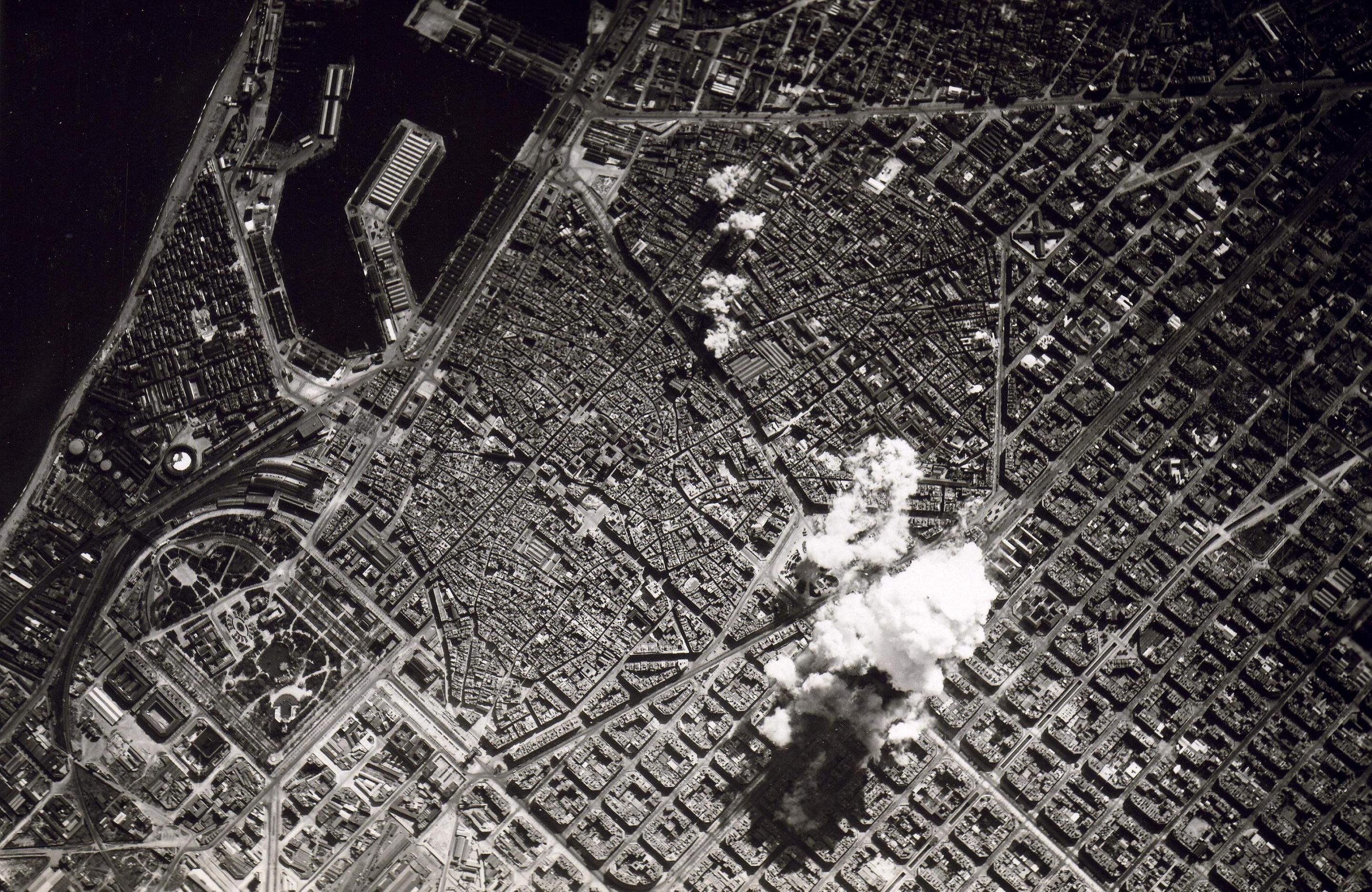
De tre sista albumen i Max Friedman-sviten utspelas under spanska inbördeskriget. På sidan 36 i albumet Sin ilusión (sid 44 i den amerikanska utgåvan) släpper italienska flygvapnet bomber över Barcelona, i en bild som kan ha inspirerats av detta flygfoto taget 17 mars 1938 från ett italienskt plan.

1982 skapade han figuren Max Friedman (svensk stavning; original: Max Fridman), som blev huvudfiguren i en svit realistiska spionhistorier som utspelar sig under året 1938. Även dessa publicerades inledningsvis i Orient Express.
Flera kortare episodserier skapades också under 1980- och 1990-talen. Där finns den lättsamma Little Ego, en erotisk parodi på Winsor McCays Lille Nemo i Drömrike, samt de erotiska novellserierna som senare samlades i album som Farliga frestelser.
I början av 1990-talet påbörjades Giardinos kanske mest realistiska och politiska serie, Jonas Fink. Den handlar om en ung jude i efterkrigstidens Tjeckoslovakien, under en totalitär och grym kommunistregim.

## Stil
Giardino tecknar i en elegant men realistisk klara linjen-stil, starkt inspirerad av bland andra Hergé och Edgar P. Jacobs.

## Publiceringar
Vittorio Giardino har publicerats på minst 14 språk i 18 länder. Alla hans betydande serier har översatts till – alternativt först givits ut på – franska. På engelska har NBM Comics gett ut Jonas Fink under titeln A Jew in Communist Prague, samt Max Friedman-äventyret No Pasarán som utspelar sig under spanska inbördeskriget. Danska Carlsen Comics har även gett ut de tre albumen om Jonas Fink. Andra språk som serierna kommit ut på är nederländska, spanska, katalanska, finska och tjeckiska.
Giardinos serier har i Sverige publicerats i Epix, inklusive de korta episoderna i Little Ego. Max Friedman-äventyret Operation Istanbul gavs ut som album av Carlsen/if 1986 och därpå blev vinnare av Urhunden för bästa översatta album. 1988 gav Medusa ut Friedman-albumet Ungersk rapsodi.

### Tidningsserier
- 1978 – "Pax Romana", "Da territori sconosciuti", "Ritorno felice", "La Predella di Urbino", "Encomiendero", "Un cattivo affare" (italienska)
- 1979–83 – Sam Pezzo ("Piombo di mancia", "Nessuno ti rimpiangerà", "Risveglio amaro", "La trappola", "Merry Christmas", "L'ultimo colpo", "Juke box", "Shit City", "Nightlife") (italienska)
- 1982– – Max Fridman (se albumlistningen) (italienska)
- 1983 – "L'ultimatum" (italienska)
- 1984 – "C'era una volta in America", "A Carnevale…", "Circus", "A Nord-Est di Bamba Issa" (italienska)
- 1985–89 – "Little Ego"
- 1987 – "Umido e lontano", "Sotto falso nome" (italienska)
- 1988 – "Candidi segreti", "Safari", "Fuori stagione", "Quel brivido sottile", "Il ritrovamento di Paride" (italienska)
- 1990 – "La terza verità" (italienska)
- 1991 – Jonas Fink: L'infanzia (se även albumlistningen) (italienska)
- 1992 – "Restauri" (italienska)
- 1993 – "Vecchie volpi", "La rotta dei sogni", "Troppo onore (italienska)
- "Il maestro" (italienska)
- 2000 – "Isola del mito" (italienska)

### Seriealbum
- Les enquêtes de Sam Pezzo, Glénat (franska)(fr.)[3]

1980 – #1 (inkl. "Réveil amer" och "La Souricière")
1981 – #2 (inkl. "Son dernier coup" och "Personne ne te regrettera")
1982 – #3 (inkl. "Pour des nèfles")
1983 – #4 (inkl. "Le jockey en cavale" och "Shit City")
1999 – Les enquêtes de Sam Pezzo (samlingsvolym)
- Les aventures de Max Fridman (Glénat, fr.)

1982 – Rhapsodie hongroise
1986 – La Porte d'Orient
1999 – No pasarán
2002 – Río de sangre
2008 – Sin ilusión
- 1989 – Little Ego, Glénat (fr.)
- 1989 – Vacanze fatali, Ed. del Grifo (it.)
- Jonas Fink, Casterman (fr.)

1994 – L'enfance
1997 – L'apprentissage
- Voyages de rêves, Casterman
- 2005 – Eva Miranda (text av Giovanni Barbieri), Lizard (it.)

### Övrigt (urval)
- 1986 – Vittorio Giardino Glamour Book, Glamour International (it./en./fr.)
- 2001 – Luxe, calme et volupté (illustrationer), Mosquito (fr.)
- 2013 – Vittorio Giardino (monografi av Oascar Cosulich), Exòrma (it.)

## Utmärkelser
- 1982 – Yellow Kid (seriefestivalen i Lucca), för Ungersk rapsodi[1]
- 1987 – Urhunden för bästa album, Operation Istanbul[4]
- 1995 – Prix Alfred för bästa album (seriefestivalen i Angoulême), Jonas Fink[1]
- 1998 – Harvey Award för bästa album (San Diego Comic-Con), Jonas Fink [5]

## Recensioner
- Per A J Andersson: "Farliga frestelser" (Bild & Bubbla nr 2/1991)

## Källhänvisningar
1. 1 2 3 4 5  "Vittorio Giardino". Fumetti.org. Läst 7 april 2013. (italienska)
2. ↑  "Vittorio Giardino". Lambiek.net. Läst 7 april 2013. (engelska)
3. ↑  "Sam Pezzo (Les enquêtes de)". Bedetheque.com. Läst 17 december 2014. (franska)
4. ↑  "Pristagare". Arkiverad 13 december 2013 hämtat från the Wayback Machine. Urhunden.se. Läst 17 december 2014.
5. ↑  "Vittorio Giardino". Arkiverad 18 december 2014 hämtat från the Wayback Machine. Bibliotecasalaborsa.it. Läst 17 december 2014. (italienska)